# 徳島県立青少年の森
徳島県立青少年の森（とくしまけんりつせいしょうねんのもり）は、徳島県那賀郡那賀町に位置する森林公園。森林浴の森100選選定。全面積62ha。

## 地理
鷲敷地区南部、国道195号より南に約4kmの位置にあり、緑の木々に囲まれた静かな山中に、森林の果たす役割を学ぶために設立された。各種樹木が植林されている。
青少年の森に咲く桜は、北海道から鹿児島県まで日本全国から集められた桜が100種あまり植えられている。さまざまな品種が時期をずらして咲くので、早春から秋、冬までもが見頃。

## 交通
- JR牟岐線新野駅より車で約12分。